# Pluto på fisketur
Pluto på fisketur (engelska: The Simple Things) är en amerikansk animerad kortfilm med Musse Pigg och Pluto från 1953.

## Handling
En fisketur på stranden blir inte fullt så avkopplande som Musse Pigg och Pluto hade tänkt. Lugnet störs först av en mussla och senare av en hungrig mås.
Musslan hoppar in i Plutos mun av misstag och sen hoppar den ut. När Pluto ser att fiskmåsen är på deras fiskbete skrämmer han bort måsen, men måsen kommer tillbaka och drar i Plutos svans i kopplet så att hans bakdel följer med och fastnar i kopplet så han står på två ben och sen binder fiskmåsen fast hans öron och hoppar i betehinken och kopplar av. Musse skrämmer bort måsen men måsen hämtar sina vänner så att de jagar bort Musse och Pluto från stranden.

## Om filmen
Filmen hade svensk premiär den 5 december 1953 på biografen Röda Kvarn i Stockholm och ingick i kortfilmsprogrammet Kalle Ankas muntra gäng där även Jätten Kalle Anka, Jan Långben som Åke Mjuk, Livat på havet (ej Disney), Långben som tjurfäktare, Plutos besvär med storken och Kalle Ankas ettermyror ingick.

## Rollista
- James MacDonald – Musse Pigg, fiskmås
- Pinto Colvig – Pluto
- Clarence Nash – fiskmås[6]